# Wybory parlamentarne we Francji w 2002 roku
Wybory parlamentarne we Francji w 2002 roku odbyły się w dwóch turach: 9 i 16 czerwca 2002.
W okręgach jednomandatowych zostało w ich wyniku wybranych 577 deputowanych do Zgromadzenia Narodowego XII kadencji. Odbyły się kilka tygodni po drugiej turze wyborów prezydenckich, w których ubiegający się o reelekcję Jacques Chirac pokonał kandydata skrajnego Frontu Narodowego, Jean-Marie Le Pena.
W wyborach wystartowało nowe ugrupowanie pod nazwą Unia na rzecz Większości Prezydenckiej, powołane po pierwszej turze wyborów prezydenckich. Po szyldem UMP wystartowały gaullistowskie Zgromadzenie na rzecz Republiki, Demokracja Liberalna (przy czym grupa działaczy DL kandydowała pod szyldem swojej partii), Partii Radykalnej, jak również małe ugrupowania centroprawicy (FRS, PPDF, CNI), a ponadto znaczna część działaczy Unii na rzecz Demokracji Francuskiej i grupa polityków Zgromadzenia na rzecz Francji.
Po swojej porażce w wyborach prezydenckich z kandydowania do parlamentu zrezygnował urzędujący od 1997 premier Lionel Jospin, stojący na czele zdominowanego przez Partię Socjalistyczną rządu.
Wybory zakończyły się zdecydowanym zwycięstwem Unii na rzecz Większości Prezydenckiej. UMP wygrała w 357 okręgach, cała reprezentacja parlamentarna majorité présidentielle („większości prezydenckiej”) wyniosła natomiast 399 mandatów. Wybory umocniły pozycję prezydenta i powołanego po jego zwycięstwie rządu Jean-Pierre’a Raffarina.
Dominująca w XI kadencji lewica poniosła porażkę, tracąc około 140 miejsc (w tym PS ponad 110 i PCF około 15). Mandatów nie obronili m.in. przewodniczący niższej izby parlamentu Raymond Forni, były minister i lider Bieguna Republikańskiego Jean-Pierre Chevènement. Do Zgromadzenia Narodowego nie dostał się żaden z kandydatów Frontu Narodowego.

## Wyniki pierwszej tury
| Kandydaci                                 | Głosy     | % poparcia |
| ----------------------------------------- | --------- | ---------- |
| Unia na rzecz Większości Prezydenckiej    | 8 408 023 | 33,30%     |
| Partia Socjalistyczna                     | 6 086 599 | 24,11%     |
| Front Narodowy                            | 2 862 960 | 11,34%     |
| Unia na rzecz Demokracji Francuskiej      | 1 226 462 | 4,85%      |
| Zieloni                                   | 1 138 222 | 4,51%      |
| Francuska Partia Komunistyczna            | 1 216 178 | 4,82%      |
| Łowiectwo, Wędkarstwo, Przyroda, Tradycja | 422 448   | 1,67%      |
| Lewicowa Partia Radykalna                 | 388 891   | 1,54%      |
| Rewolucyjna Liga Komunistyczna            | 320 467   | 1,27%      |
| Walka Robotnicza                          | 301 984   | 1,20%      |
| Biegun Republikański                      | 299 897   | 1,19%      |
| Narodowy Ruch Republikański               | 276 376   | 1,09%      |
| Ruch dla Francji                          | 202 831   | 0,80%      |
| Demokracja Liberalna                      | 104 767   | 0,41%      |
| Zgromadzenie na rzecz Francji             | 94 222    | 0,37%      |
| Pozostali kandydaci prawicy               | 921 973   | 3,65%      |
| Pozostali kandydaci ekologiczni           | 295 899   | 1,17%      |
| Pozostali kandydaci lewicy                | 275 553   | 1,09%      |
| Pozostali kandydaci skrajnej lewicy       | 81 558    | 0,32%      |
| Pozostali kandydaci skrajnej prawicy      | 59 549    | 0,24%      |
| Regionaliści                              | 66 240    | 0,26%      |
| Pozostali                                 | 194 946   | 0,77%      |

## Rozkład mandatów po dwóch turach

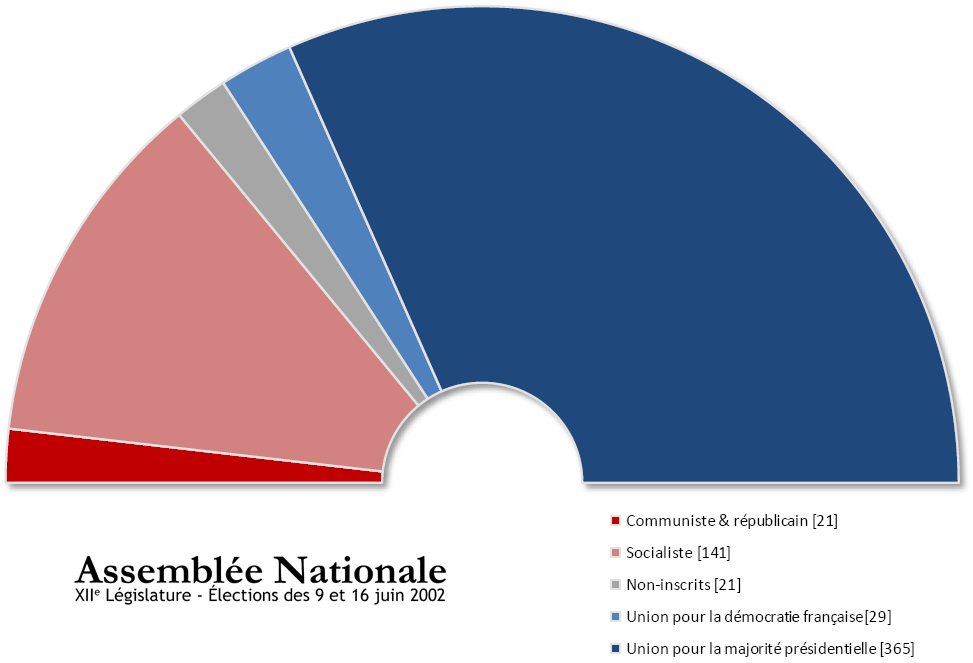
Układ sił w Zgromadzeniu Narodowym na początku XII kadencji

| Kandydaci                              | Liczba mandatów |
| -------------------------------------- | --------------- |
| Większość prezydencka:                 | 399             |
| Unia na rzecz Większości Prezydenckiej | 357             |
| Unia na rzecz Demokracji Francuskiej   | 29              |
| Demokracja Liberalna                   | 2               |
| Zgromadzenie na rzecz Francji          | 2               |
| Ruch dla Francji                       | 1               |
| Pozostali kandydaci prawicy            | 8               |
| Lewicowa opozycja:                     | 178             |
| Partia Socjalistyczna                  | 140             |
| Francuska Partia Komunistyczna         | 21              |
| Lewicowa Partia Radykalna              | 7               |
| Zieloni                                | 3               |
| Pozostali kandydaci lewicy             | 6               |
| Razem                                  | 577             |